# 印場元町
印場元町（いんばもとちょう）は、愛知県尾張旭市にある地名。現行行政地名は印場元町（小字区域）および印場元町一丁目から印場元町四丁目。

## 地理
尾張旭市の西部に位置し、西は霞ケ丘町北・霞ケ丘町中・東名西町一丁目・名古屋市守山区大森五丁目、南は庄中町一丁目、北は桜ケ丘町西に接する。

### 河川
- 天神川

### 小字
- 北島（きたじま）
- 北山（きたやま）
- 細田（ほそだ）

## 世帯数と人口
2019年（令和元年）7月31日現在の世帯数と人口は以下の通りである。なお、印場元町細田と印場元町北島の人口は0人である。
| 町丁・丁目     | 世帯数    | 人口    |
| -------------- | --------- | ------- |
| 印場元町北山   | 71世帯    | 164人   |
| 印場元町一丁目 | 245世帯   | 633人   |
| 印場元町二丁目 | 129世帯   | 286人   |
| 印場元町三丁目 | 149世帯   | 343人   |
| 印場元町四丁目 | 175世帯   | 408人   |
| 印場元町五丁目 | 237世帯   | 605人   |
| 計             | 1,006世帯 | 2,439人 |

### 人口の変遷
国勢調査による人口の推移
| 2010年（平成22年） | 2,110人 | [ 7 ] |  |
| 2015年（平成27年） | 2,256人 | [ 8 ] |  |

## 学区
市立小・中学校に通う場合、学区は以下の通りとなる。
| 町丁・丁目     | 番・番地等 | 小学校               | 中学校             |
| -------------- | ---------- | -------------------- | ------------------ |
| 印場元町北山   | 全域       | 尾張旭市立白鳳小学校 | 尾張旭市立西中学校 |
| 印場元町一丁目 | 全域       | 尾張旭市立白鳳小学校 | 尾張旭市立西中学校 |
| 印場元町二丁目 | 全域       | 尾張旭市立白鳳小学校 | 尾張旭市立西中学校 |
| 印場元町三丁目 | 全域       | 尾張旭市立白鳳小学校 | 尾張旭市立西中学校 |
| 印場元町四丁目 | 全域       | 尾張旭市立白鳳小学校 | 尾張旭市立西中学校 |
| 印場元町五丁目 | 全域       | 尾張旭市立白鳳小学校 | 尾張旭市立西中学校 |

## 歴史

### 沿革
- 1970年（昭和45年）12月1日 - 市制施行と同時に、大字印場の一部より印場元町が成立[10]。
- 1975年（昭和50年） - 一部が東名西町となる[10]。
- 2008年（平成20年）11月22日 - 印場特定土地区画整理に伴い、以下の通り印場元町一丁目から印場元町四丁目を設置[11]。

### 町名の変遷
| 実施後         | 実施年月日                 | 実施前（各町名ともその一部）                      |
| -------------- | -------------------------- | ------------------------------------------------- |
| 印場元町一丁目 | 2008年（平成20年）11月22日 | 印場元町北山                                      |
| 印場元町二丁目 | 2008年（平成20年）11月22日 | 印場元町北山 印場元町北島                         |
| 印場元町三丁目 | 2008年（平成20年）11月22日 | 印場元町北山 印場元町北島 印場元町細田            |
| 印場元町四丁目 | 2008年（平成20年）11月22日 | 印場元町北山 印場元町北島 東印場町越水 庄中町鳥居 |

## 交通

### 鉄道
- 名古屋鉄道
ST 瀬戸線 印場駅

### 道路
- 愛知県道61号名古屋瀬戸線
- 愛知県道213号篠木尾張旭線
- 愛知県道214号松本名古屋線

## 施設
- 守山警察署 印場交番
- 瀬戸信用金庫 印場支店
- 尾張旭市立西部保育園
- 澁川神社
- 良福寺

## その他

### 日本郵便
- 集配担当する郵便局と郵便番号は以下の通りである[12]。

| 町丁                   | 郵便番号 | 郵便局       |
| ---------------------- | -------- | ------------ |
| 印場元町一丁目〜五丁目 | 488-0840 | 尾張旭郵便局 |
| 印場元町北山           | 488-0841 | 尾張旭郵便局 |
| 印場元町細田           | 488-0843 | 尾張旭郵便局 |